# Storia di Riva del Garda

## Preistoria

### Età della pietra

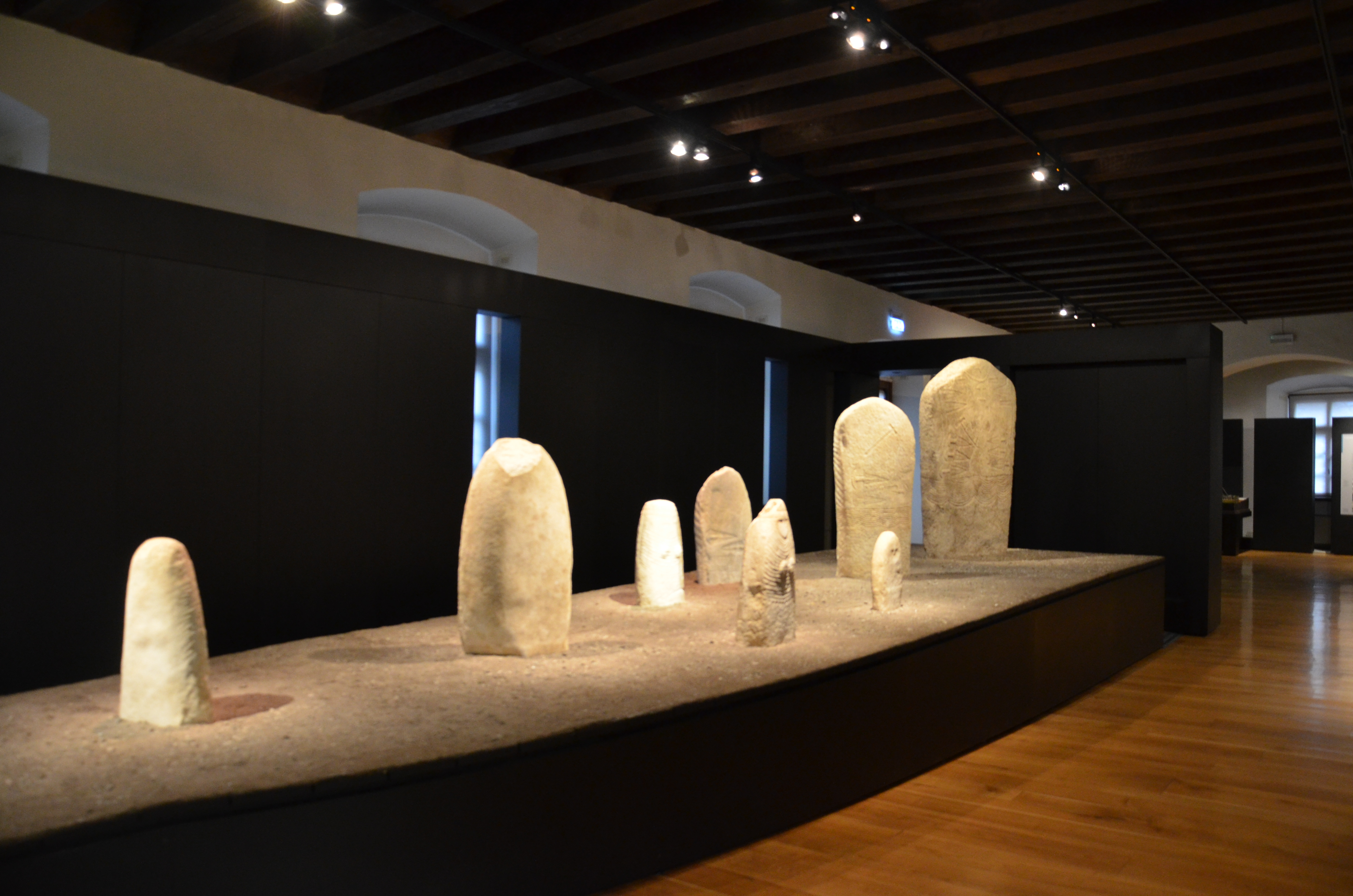
Le stele di Arco dell'età del rame nella sezione archeologia

Le prime tracce della presenza umana in quest’area risalgono al Paleolitico Medio e sono state localizzate nella zona del Monte Baldo, compreso tra le attuali province di Trento e Verona a sud-est di Riva del Garda. Il periodo del cosiddetto “Ultimo massimo glaciale würmiano” rende inadatto alla vita stanziale il territorio trentino per via della presenza dei ghiacciai che lasciano libere solo le montagne più elevate.
Solo dopo il miglioramento delle condizioni climatiche l’Uomo sapiens, organizzato in gruppi di cacciatori nomadi o seminomadi, rimetterà piede nelle vallate trentine libere dai ghiacci, ciò avvenne all’incirca 13.000 anni fa. Tracce della presenza umana sono state rinvenute nei pressi del Riparo di Moletta Patone vicino ad Arco.

### Età dei metalli

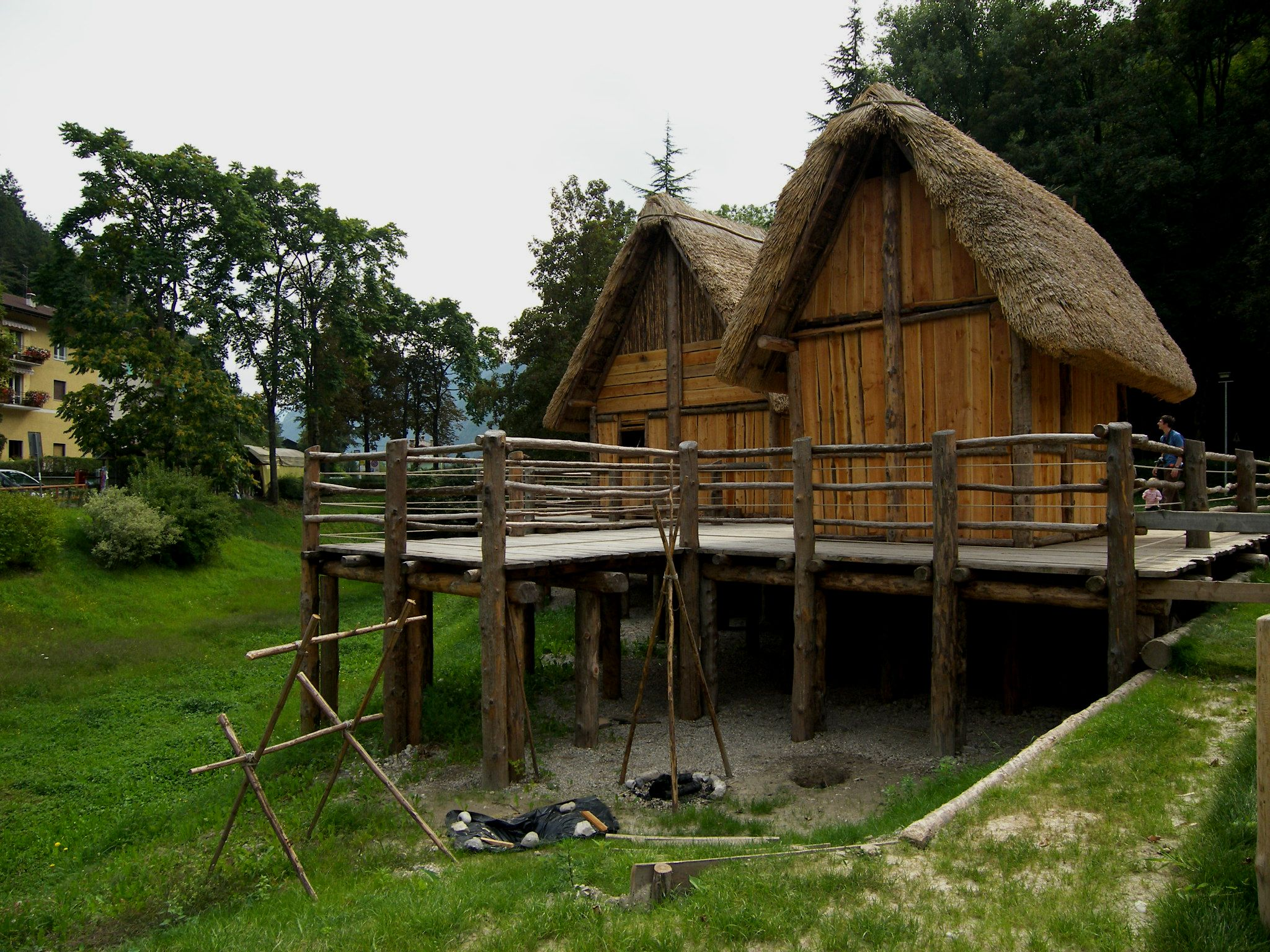
Ricostruzione di palafitte del tardo Neolitico, Ledro (TN)

Con l’avvento delle nuove tecnologie legate alla lavorazione dei metalli e con l’affermarsi dell’agricoltura si riscontrano nella zona nuovi tipi di insediamenti. È il caso degli insediamenti palafitticoli di Molina di Ledro e Fiavé. Questo tipo di insediamenti si riscontra in svariati bacini lacustri dell’Italia settentrionale. Allo stesso tempo il ritrovamento a Molina di Ledro di alcuni oggetti quali ornamenti in ambra provenienti dalla zona baltica attestano l’aumento degli scambi commerciali tra le varie popolazioni. Questi ed altri ritrovamenti confermano inoltre il formarsi di società complesse con una loro gerarchia.
Il rinvenimento di sei statue stele nella zona di Arco (oggi conservate presso il MAG Museo Alto Garda) databili tra la fine del IV e l’inizio del III sec a.C. portano gli storici ad ipotizzare la presenza di una società con una stratificazione sociale di base e con propri riti religiosi. Queste statue stele rinvenute durante gli scavi per la costruzione dell’ospedale di Arco presentano caratteristiche comuni con le altre rinvenute nelle altre valli trentine e si differenziano per alcuni aspetti da quelle provenienti da territori limitrofi. Le statue raffigurano soggetti maschili e femminili oltre ad un corredo di vestiario e oggetti vari
Come dimostrato dal ritrovamento di svariati reperti, risalenti all’età del ferro, i primi insediamenti umani sono rintracciabili in località San Giacomo, oggi frazione di Riva del Garda, dove si crede vi fosse un luogo di culto.

## Storia

### Storia antica
Secondo quanto affermano gli storici antichi Strabone e Plinio il Vecchio la zona della Alpi centro-orientali fu abitata dalla popolazione dei Reti. Le notizie però sono molte vaghe e talvolta contraddittorie, alcuni storici romani antichi infatti parlando dei Reti fanno riferimento a popolazioni diverse come i Camuni e gli Euganei.
La presenza di popolazioni stanziali dedite al commercio, nella zona di Riva del Garda, è certificata anche dal ritrovamento di brocche di importazione etrusca risalenti al V secolo a.C.
Tra i ritrovamenti più importanti vi è la così detta tegola di Monte San Martino, che si trova nei pressi di Riva del Garda. Questa tegola databile tra il I sec. a.C. e il II, reca incisioni in alfabeto camuno, ed è stata ritrovata dove un tempo esisteva un centro abitato riconducibile ai Reti. Il sito, frequentato già nel III secolo a.C. venne utilizzato anche come luogo di culto legato ai Brandopferplätze alpini (Grandi roghi votivi). Intorno al I secolo a.C. sui resti delle costruzioni preesistenti venne edificato un santuario romano. A testimonianza della mescolanza della cultura retica con quella romana, in questo luogo, sono stati rinvenuti due altari e una mensa votiva che si pensa risalgano al I secolo d.C..
Questa popolazione, di cui si conosce ancora poco, si stanziò in un territorio compreso tra Trentino-Alto Adige, bassa Engandina, valle dell’Inn e Tirolo orientale, in un periodo compreso tra il VI e il I secolo a.C.. Di queste popolazioni non si conosce con certezza l’origine, per alcuni discenderebbero dagli etruschi, per altri furono una confederazione di più popolazioni, quel che è certo è che si trattò di una popolazione con caratteristiche socio-culturali comuni in tutto il territorio, convenzionalmente gli storici fanno riferimento a questo agglomerato come Cultura di Fritzens-Sanzeno. I Reti ebbero inoltre notevoli scambi con le popolazioni limitrofe, in particolare con Celti ed Etruschi, da quest'ultimi i reti mutuarono il loro alfabeto.
Con la calata dei Cimbri, che discesero la valle dell’Adige per saccheggiare i territori del Veneto alla fine del II secolo a.C., e la precedente invasione celtica che saccheggiò Roma, divenne evidente per i romani la necessità di spostare i confini più a nord per controllare i valichi alpini.
Nel 49 a.C. Giulio Cesare fece estendere il pieno diritto di cittadinanza agli abitanti della Transpadania, di conseguenza venne abolita la provincia della Gallia Cisalpina che entrò a far parte dei territori di Roma.
In questo senso è più corretto parlare di un processo di assorbimento delle comunità indigene piuttosto che di una conquista militare delle stesse. Caso emblematico è rappresentato dalla città di Tridentum (oggi Trento), nata come insediamento retico, e importante polo di commercio posto in una posizione strategica, venne progressivamente inglobata nei territori romani.
Le guerre alpine volute da Augusto e combattute tra il 25 e il 14 a.C. portarono al completo assoggettamento dei popoli che abitavano l’arco alpino spostando i confini di Roma ancora più a nord.
Riva del Garda e la zona del Basso Sarca vennero aggregate al municipium di Brixia (Brescia). I restanti territori trentini furono aggregati ai municipium di Tridentum, Feltria e Bellunum ed infine a quello di Verona.
I Romani identificavano i popoli che abitavano le sponde occidentali del Lago di Garda con il termine Benacenses (dal nome del lago Benacus) ed è probabile che questo nome venisse affibbiato anche alle genti del Basso Sarca. Nei terreni fra riva ed Arco sono stati rinvenuti gli antichi tracciati delle centurie le antiche porzioni di terreno agricolo che stavano alla base del sistema di misurazione romano. Sempre nel Basso Sarca sono state rinvenute diverse iscrizioni riguardanti veterani dell’esercito romano che dopo il loro servizio ottennero la cittadinanza, un compenso in denaro e un podere. I resti finora rinvenuti riguardano principalmente fattorie di piccole-medie dimensioni, aree cimiteriali, edifici di culto, ma anche una fornace e delle terme. Sempre attraverso fonti storiche sappiamo che Ripa (antico nome con il quale si presume i romani indicassero la città) fu sede di un collegio nautico, sede della corporazione di battellieri che si occupava di trasferire le merci sull’acqua.
È probabile, così come altre parti dell’Impero romano, che anche queste zone furono interessate dalle invasioni dei popoli di origine germanica risalenti al III secolo d.C. (tra queste si annoverano: Alemanni, Marcomanni, Suebi).
Poco o nulla si conosce del periodo di disgregazione dell’Impero romano con la conseguente deposizione dell’imperatore Romolo Augusto avvenuta del 476 d.C.. È probabile che la regione seguì le sorti delle altre entità amministrative dell’Impero, venendo assegnata a uomini di fiducia dei vari comandanti barbari provenienti da Nord. Quel che è certo è che dopo la deposizione di Romolo Augusto avvenuta per mano di Odoacre i territori passarono sotto il dominio di quest’ultimo. Odoacre a sua volta venne sconfitto da Teodorico che si sostituì a lui come sovrano della penisola italica, re dei goti e dei romani.

### Storia medievale
Il collasso dell’Impero romano dovuto non solo alla invasioni dei popoli barbari ma anche al collasso finanziario e alle lotte intestine, permise la nascita di nuove entità amministrative i così detti regni romano-barbarici. Questi regni si svilupparono in forme diverse con diversi livelli di integrazione tra la vecchia amministrazione romana e i nuovi dominatori barbari. In un primo momento fu Odoacre, generale barbaro dell’esercito romano che si mise a capo di una rivolta che depose l’imperatore Romolo Augusto, a prendere il controllo della penisola italica e di conseguenza anche sulle regioni settentrionali che comprendevano l’attuale Trentino. Nel 489 d.C. il re ostrogoto Teodorico, con l’appoggio dell’Imperatore d’Oriente Zenone, calò in Italia. La guerra terminò nel 493 con l’uccisione di Odoacre. Risalgono al periodo goto due tombe rinvenute nella zona di Riva del Garda, queste tombe appartennero a tali Ianuarius e Cabriolus.
Sotto il regno di Teodorico la regione accrebbe la sua importanza strategica dal momento che ne delimitava il confine settentrionale. Qui venne stanziato anche una parte dell’esercito regolare per controllarne i confini. Alla morte di Teodorico il regno precipitò nel caos per via delle guerre per la sua successione, inoltre l’Imperatore d’Oriente Giustiniano tentò di riconquistare la penisola italica. In questo scenario, si inserì il popolo dei Franchi che tentò di avvantaggiarsi dello scontro tra le due potenze rivali. I Bizantini, dopo aver causato il collasso del regno ostrogoto, assegnarono la gestione di questi territori al generale erulo Sinduald. questi però autoproclamatosi re dei Brenti (termine che probabilmente non indicava un popolo in particolare ma un insieme di più etnie) tentò di fondare un suo regno. Sinduald venne infine sconfitto e ucciso dalle truppe bizantine. Per via degli eventi bellici l’intera regione attraversò un periodo di grave instabilità, gli storici suppongo che le comunità del territorio abbandonarono i grandi centri urbani in favore di piccoli insediamenti fortificati meglio difendibili.
Buona parte delle informazioni pervenute fino a noi, in merito agli eventi accaduti in trentino nel corso del VI secolo, vennero raccolte nella Historia Langobardorum per mano dello storico di origine longobarda Paolo Diacono che le scrisse circa 200 anni dopo l’effettivo succedersi degli eventi.
Nel 568, guidati dal loro re Alboino i Longobardi giunsero in Italia. Per quanto riguarda l’insediamento di questa popolazione in trentino non si conosce molto. Alcuni ritrovamenti hanno fatto ipotizzare agli esperti che un gruppo di guerrieri longobardi si fosse stanziato nei pressi di Arco. Questa popolazione comunque non incise particolarmente sull’assetto politico-sociale del territorio. Durante tutto il VI secolo le comunità locali furono vittime delle incursioni dei Franchi che non avevano abbandonato del tutto l’idea di annettere queste aree. Fu solo molto tempo dopo, e più precisamente nel 774, che i Franchi guidati da Carlo Magno ebbero ragione dei Longobardi riuscendo ad annetterne il regno.
Durante queste periodi di instabilità iniziarono a delinearsi tre ceti dominanti: quello legato direttamente al re o al governante, quello dell’aristocrazia militare e infine quello del clero.
Con la conquista da parte dei Franchi, la regione perse importanza dal punto di vista strategico e mantenne pressoché inalterato il preesistente apparato amministrativo. Con la morte di Carlo Magno si aprì una fase di instabilità e scoppiarono conflitti per la successione, nel 843 il Impero carolingio fu spartito tra i vari eredi e la penisola italica venne assegnata a Lotario I. A metà del X secolo il regno d’Italia passò nelle mani di Ottone I di Sassonia.
In questo periodo andava via via affermandosi il potere della Chiesa. Si pensa che già nel 380 d.C. esistesse a Trento una comunità cristiana guidata da un certo vescovo Abbondanzio. Durante tutto il periodo medievale proseguì l’evangelizzazione delle varie vallate trentine. Nel tempo la Chiesa consolidò la propria posizione fino ad arrivare a ritagliarsi un ruolo politico rilevante. Talvolta, ma soprattutto nel corso dell’XI secolo, scoppiarono anche dei conflitti tra le varie chiese, organizzate in diocesi, e i signori locali per il controllo del potere politico. Se da un lato le varie diocesi riconoscevano un primato morale alla Chiesa di Roma dall’altro godevano di una forte autonomia, inoltre non era insolito che l’imperatore concedesse ai vescovi poteri speciali. Un episodio che si inserisce in questo contesto di lotte per il potere tra signori locali e vescovi, avvenne nei pressi di Riva del Garda. Nel XII secolo venne nominato vescovo di Trento Adelpreto II, probabilmente per intercessione dello stesso Federico Barbarossa. Inoltre l’Imperatore assegnò al vescovo il feudo di Garda che andava dalla sponda orientale del lago di Garda alla riva destra del fiume Adige. Con il perdurare degli scontri intercorsi tra la Lega Lombarda e l’imperatore Federico Barbarossa, Adelpreto II, scelse di schierarsi contro quest’ultimo e ciò lo portò ad entrare in contrasto con la potente famiglia dei Castelbarco. Dopo il fallimento di un incontro pacificatore tenutosi ad Arco, Adelpreto II venne assassinato sulla strada del ritorno da Aldrighetto esponente della famiglia dei Castelbarco.
Tra il XII e il XIII secolo i vescovi di Trento riuscirono a consolidare il loro potere guadagnandosi maggiore autonomia e assoggettando i signori locali. I confini del Principato vescovile di Trento ricalcavano grossomodo quelli dell’odierno Trentino, ma anche ampie zone dell’Alto Adige.
Nel archivio storico di Riva del Garda sono custoditi due importanti documenti che dimostrano la sua appartenenza al Principato vescovile di Trento. Il primo, risalente al 1124, il principe vescovo Altemanno consente la costruzione di un castello per proteggere la comunità. Sempre Altemanno intervenne per dirimere questioni legate allo sfruttamento del territorio tra le comunità di Riva e quella di Arco. Nel secondo che risale al 1155, regola alcuni diritti pubblici come riscossione degli affitti, l’uso del porto e l’aiuto militare in caso di minaccia per il Principato vescovile di Trento. Sappiamo inoltre che nel 1161 venne stipulato a Riva un importante accordo tramite il quale il Principe vescovo di Trento si impegnava a cedere a Gumpone di Madruzzo due fortificazioni nella cittadina di Madruzzo.
Riva, in tutto il periodo medievale, non superò mai i 1 500 abitanti pertanto non le venne riconosciuto lo status di città e fu posta sotto il controllo diretto del principe vescovo. Poté comunque godere di una certa vivacità, se non altro, vista la sua posizione strategica per i traffici commerciali provenienti dalla Pianura Padana. Il suo statuto cittadino è inoltre il più antico del Trentino risale infatti al ‘200.

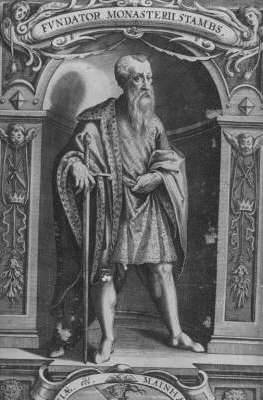
Mainardo II di Tirolo-Gorizia

Nella seconda metà del 1200 il conte Mainardo II di Tirolo-Gorizia riuscì a scacciare da Trento il principe vescovo Egnone e instaurò il suo potere. Il vescovo Egnone riparò a Riva del Garda dove ottenne la protezione di Odolrico d’Arco e dei Madruzzo di Riva. Nonostante fosse riuscito a riparare in una località sicura Egnone fu costretto ad arrendersi a Mainardo II di Tirolo-Gorizia. Infine Egnone venne costretto a trasferirsi a Bolzano.
Sappiamo che sul finire del 1200 venne nominato, dagli abitanti di Riva, Aldrighetto di Madruzzo in qualità di podestà cittadino.
Approfittando dello stato di crisi in versava il Principato vescovile di Trento, Mastino della Scala tentò la conquista di Riva. In soccorso della città, ma anche per proteggere i propri interessi, giunse Odolrico d’Arco che riuscì a scacciare le truppe veronesi. Come ricompensa, ottenne da Egnone rendite, che si aggiunsero a quella che già possedeva, provenienti dalla città di Riva.
Dopo la morte Egnone gli succedette Enrico di Metz che riprese le ostilità contro Mainardo II di Tirolo-Gorizia, già nella seconda metà del 1200. Anche Enrico di Metz, come il suo predecessore, si rifugiò a Riva sotto la protezione di Odolrico d’Arco. Contro Mainardo venne anche lanciata una scomunica. Perfino l’imperatore Rodolfo I d'Asburgo tentò, senza successo, una mediazione tra i due contendenti. Mainardo II di Tirolo-Gorizia, nel 1275, dovette scendere a patti con Odolrico d’Arco che in cambio della sua neutralità ottenne la rinuncia di Mainardo ai territori dell’Alto Garda. Nel 1276 Mainardo stipulò inoltre, un’alleanza militare con Mastino della Scala. Fu così che ripresero le ostilità anche in campo militare e molti castelli trentini, dei feudatari vicini al principe vescovo Enrico di Metz, vennero espugnati da Mainardo. Sconfitto tanto sul piano militare, quanto su quello diplomatico, il principe vescovo Enrico di Metz tentò di rivalersi sui feudatari minori riuscendo a strappare importanti concessioni a Odolrico d’Arco riguardanti le città di Riva, Arco e Tenno. In questo periodo il castello di Pénede (Nago-Torbole) passò a Bonifacio da Castelbarco.
Nel 1284 la geopolitica del Basso Sarca mutò radicalmente infatti i signori d’Arco divennero vassalli dei conti del Tirolo. In questo modo Mainardo metteva sotto la sua influenza un territorio strategicamente importante, togliendo al contempo un rifugio sicuro ai vescovi di Trento. Inoltre Mainardo poté insediare capitani a lui fedeli nelle principali roccaforti della zona, tra queste anche quella di Riva.
Alla morte del vescovo Enrico di Metz la diocesi di Trento passò nelle mani del papa che nel 1289 nominò nuovo vescovo di Trento Filippo dei Bonacolsi. L’ecclesiastico tentò a più riprese di recuperare i territori sottratti da Mainardo al Principato vescovile di Trento.
Con la morte di Rodolfo I d'Asburgo il titolo imperiale passò a Adolfo di Nassau e questo indebolì la posizione di Mainardo che dovette spendere ingenti somme per rafforzare e sorvegliare le proprie fortificazioni. Ad ogni modo le vicende infine arrisero a Mainardo, portando tra le altre cose alla revoca della scomunica. Con l’ascesa al soglio papale di Bonifacio VIII però la situazione mutò ulteriormente riaprendo lo scontro con Mainardo.
Alla morte di Mainardo, avvenuta nel 1295, Riva, Arco e il resto del territorio a nord del Lago di Garda restava sotto il controllo politico e militare dei Conti del Tirolo ma vennero altresì mantenuti importanti rapporti con quel che restava del Principato vescovile di Trento.

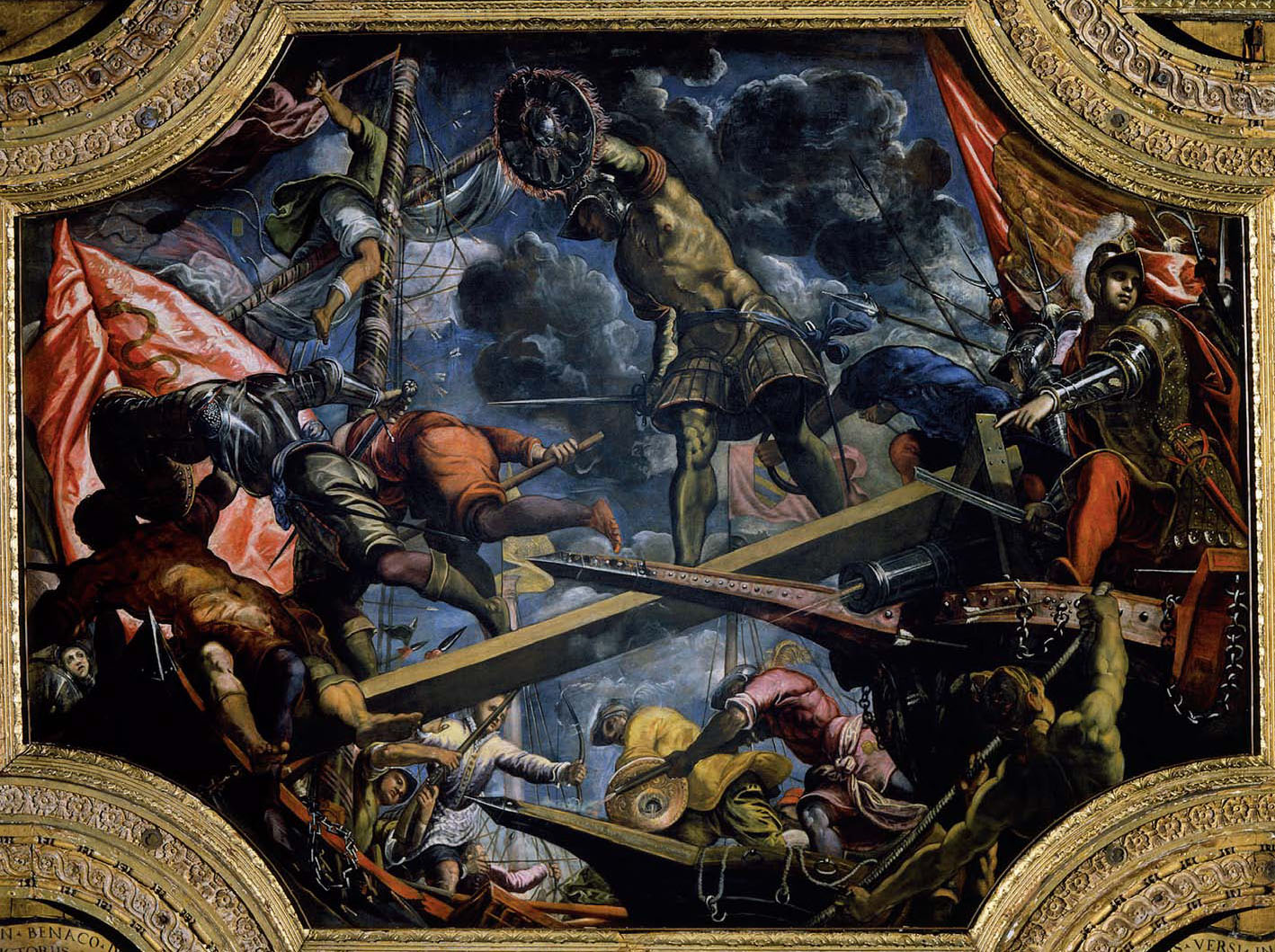
Il dipinto del Tintoretto sul soffitto della sala del Maggior Consiglio che raffigura la battaglia navale sul lago di Garda

Nel 1303 a minacciare la pace da poco raggiunta furono gli Scaligeri che devastarono le piantagioni della zona entrando in contrasto con Odolrico d’Arco.
Agli inizi del 1300, Bartolomeo II Querini giunse finalmente ad accordi per la spartizione del potere con gli eredi di Mainardo. Querini riuscì a far nominare propri uomini di fiducia all’interno delle amministrazioni locali, è in questo contesto che Marino Bembo podestà di Riva. Alla morte di Bartolomeo II Querini però i principi del Tirolo riuscirono a reinsediare i loro uomini di fiducia precedentemente sostituiti.
Nella complessa rete di relazioni e fatti d’arme accaduti nella prima metà del 1300, nel 1349 Riva e Arco vennero cedute dal vescovo di Trento Giovanni di Pistoia agli Scaligeri che ne mantennero il controllo fino al 1387, dotando Riva di bombarde, quando ad essi non subentrarono i Visconti di Milano.
Agli inizi del ‘400 la Repubblica di Venezia, spinta dalla necessità di controllare le vie di commercio che puntavano a nord, iniziò la sua espansione verso l’entroterra (Avio, Ala e Rovereto caddero in mano veneziana già nel 1417). Nel 1426 i Veneziani conquisteranno la valle di Ledro e Tignale. Successivamente la Repubblica di Venezia si impegnò in una campagna militare conto il Ducato di Milano. È in questo contesto che si inserisce l’episodio bellico Galeas per montes. I Veneziani fecero risalire parte della loro flotta lungo il fiume Adige, per poi trainarla a mano fino al Lago di Garda. Qui vennero combattute due battaglie navali tra la flotta veneziana e quella milanese. Alla fine a prevalere fu la Repubblica di Venezia che conquistò Riva nel 1440. In questo modo i possedimenti veneziani risultavano connessi da Brescia all’Adriatico.
La Repubblica di Venezia mantenne il controllo di queste aree fino al 1509 quando molte di queste passarono al Tirolo e successivamente furono restituite al Principato vescovile di Trento. Alla fine del 1400 il borgo manifatturiero di Riva conta tra i 1200 e i 1 300 abitanti, inoltre, a testimoniare la vitalità del borgo sappiamo che da Riva passava una delle reti di distribuzione delle merci, esistevano inoltre una società di mulattieri e una casa di prestito gestita da fiorentini. Sappiamo inoltre, grazie al ritrovamento di alcuni documenti, che nei primi decenni del XIV secolo furono attivi a Riva dei gruppi eretici di Dolciniani. È attestata ad Arco, nei primi anni del ‘300, la presenza dello stesso Dolcino da Novara, qui conobbe Margherita Boninsegna che diventerà la sua compagna e lo affiancherà nella predicazione. Sempre a Riva verranno istruiti dei processi contro gli eretici Dolciniani.

### Storia moderna

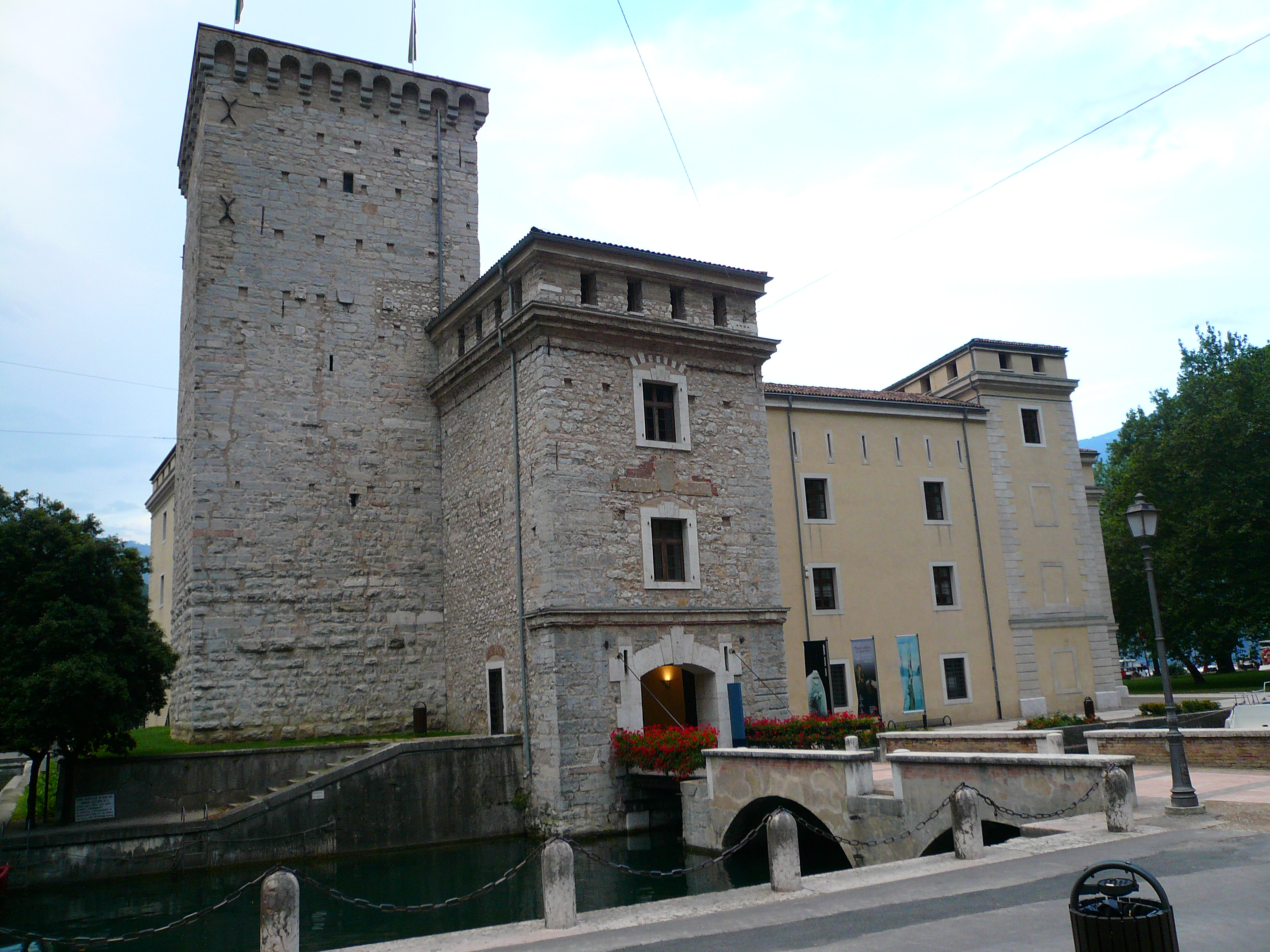
La Rocca di Riva del Garda.

Tra il 1494 e il 1555 la penisola italica fu sconvolta da innumerevoli conflitti. Da un lato il Regno di Francia, dall’altro Impero spagnolo e Sacro Romano Impero si battevano per il controllo della penisola. A farne le spese sarà la Repubblica di Venezia che nel 1509 dovrà ritararsi dai territori trentini precedentemente conquistati e che torneranno in seno al Principato Vescovile di Trento. In questi anni si salderà l’alleanza tra Principato Vescovile di Trento e la Casata degli Asburgo. Massimiliano I d'Asburgo Imperatore del Sacro Romano Impero per un periodo risiederà a Trento ed affiderà il comando delle truppe stanziatevi al principe vescovo Giorgio Neideck. Nel 1514, a Neideck, succederà Bernardo Clesio uno delle fugure più importanti nella storia del Principato Vescovile di Trento. Durante il suo mandato scoppieranno sia la Riforma protestante, nel 1517, che la Rivoluzione contadina, nel 1525. Proprio a causa di quest’ultima Bernardo Clesio si rifugerà a Riva. Rientrerà a Trento solo dopo la sconfitta dei contadini della Valsugana e della val di Non ad opera delle truppe imperiali di Ferdinando I d'Asburgo. Sotto il governo di Bernardo Clesio sarà ristrutturata la Rocca di Riva del Garda, il vescovo apportò varie migliorie per renderla più confortevole. Sappiamo inoltre che nel XVII secolo Riva del Garda è nota per la produzione di vino, carta e seta, e come punto di smistamento, via lago, del legname proveniente dalle valli. Riva era inoltre ospitava ben quattro fiere in grado di richiamare mercanti provenienti dal veronese, dal bresciano e perfino dalla zona di Bassano del Grappa. Infine va segnalato che già dal '500 era attiva a Riva una tipografia.
Con la morte di Bernardo Clesio venne eletto come suo successore Cristoforo Madruzzo. Cristoforo assegnerà il feudo dei Quattro Vicariati (Avio, Ala, Brentonico e Mori) al padre, Giangaudenzio. Questo atto segnerà l’inizio della ascesa della casata dei Madruzzo che per quasi un secolo controllerà il Principato vescovile di Trento. Ludovico Madruzzo succedette a Cristoforo durante il suo mandato entrò in conflitto con Ferdinando II d'Austria e fu costretto, come molti suoi predecessori, a rifugiarsi a Riva. Lo scoppio della Guerra dei trent'anni segnerà anche l’inesorabile declino della famiglia Madruzzo che coinciderà con il declino del Principato vescovile di Trento.
Gli anni che vanno dal 1658 al 1748 segnarono un periodo di transizione per il Principato vescovile di Trento e quindi per Riva. Alla morte dell’ultimo principe vescovo della famiglia Madruzzo, Carlo Emanuele, gli Asburgo fecero eleggere un loro parente alla guida del principato Sigismondo Francesco d'Austria. Per la città di Riva si aprirà un periodo di stabilità dove non vi segnalano grandi sconvolgimenti, questo almeno, fino agli inizi del 1700.
Nel 1703, durante l'invasione del Trentino nell'ambito della Guerra di successione spagnola, le truppe francesi guidate dal maresciallo Vendôme giunsero a Riva del Garda. Successivamente le truppe di Vendôme cinsero d’assedio Trento, il mutamento degli scenari politici europei costrinse però Vendôme a rinunciare alla facile conquista. Così come erano arrivate le truppe franco-bavaresi si ritirarono a pochi mesi dal loro arrivo, il 13 ottobre 1703 le truppe di Vendôme lasciarono il Trentino imbarcandosi a Riva. Questa scena è immortalata in un dipinto anonimo dal titolo Partenza del generale Vendôme, custodito all’interno del Museo Alto Garda. Il passaggio delle truppe franco-bavaresi, secondo quanto riportato dalle cronache locali, non fu indolore, infatti queste si cimentarono in razzie a saccheggi.
Nella seconda metà del ‘700, sotto la spinta della famiglia Asburgo, si tenterà di riformare e modernizzare il Principato vescovile di Trento, in particolare in materia fiscale. Ciò procederà non senza incidenti, vi saranno sollevazioni che culmineranno con la distruzione della casa del dazio di Tempesta (oggi frazione di Nago-Torbole). Risale a questo periodo anche l’adozione del catasto sul territorio trentino. Su impulso di Giuseppe II il principe vescovo Pietro Vigilio Thun adottò il regolamento giudiziario austriaco del 1781 anche nei territori del principato vescovile. Nella città di Riva ciò provocò la reazione delle famiglie aristocratiche che vedevano nella riforma un attacco ai propri privilegi fiscali e commerciali. Nel 1784 si registrano dei tumulti in città tanto che il principe vescovo fu costretto ad inviare un commissario, tal Barbacovi, per riportare la pace in città.
Il 5 settembre 1796 le truppe napoleoniche entrano a Trento da questo momento la storia Principato vescovile di Trento, e di conseguenza quella di Riva cambieranno per sempre. In pochi anni il dominio sulla città cambiò molte volte, dopo la breve parentesi francese tornò al Tirolo fino al 1806, quando, per un breve periodo, la città fu annessa al Regno di Baviera, successivamente fece parte del Regno d'Italia napoleonico, infine tornò all’Impero austriaco e questo sancì la definitiva scomparsa del Principato vescovile di Trento.
I centri urbani e le valli trentine uscirono fortemente danneggiati dagli anni di guerra, come se non bastasse verrà adottata (per la prima volta sotto il dominio bavarese una delle misure che più di altre colpì la popolazione: l’introduzione della leva obbligatoria.
Particolare curioso a Riva comparvero dei manifesti pro-rivoluzionari in cui si prospettava un’annessione francese della cittadina. Tali manifesti furono anche oggetto di un’inchiesta per individuare gli autori che però non vennero scoperti.

Il testo dei manifesti:
ché s’avizina i Francesi!/
Avé visto i Savoiardi?/
Non vuolemo esser bastardi;/
[ma] se viene l’uguaglianza/
‘ste paruche maledette/
Le faremo tutte in fette./
Avé capì,/
becchi fotù?»
Nel 1809 scoppiano le rivolte anti-napoleoniche cappeggiate da Andreas Hofer, se in un primo momento l’insurrezione trova le simpatie tanto delle masse contadine quanto delle aristocrazie locali, dopo l’armistizio di Znaim la rivolta sarà abbandonata dai ceti aristocratici. Le principali municipalità, tra cui Riva e Arco reintrodurranno la milizia civica, precedentemente istituita dai bavaresi, con lo scopo di difendersi dagli insorti.
Le truppe asburgiche riprenderanno possesso di questi territori nel 1813, mentre nel 1815 per volere dell’imperatore Francesco I, i territori di Trento e Bressanone saranno accorpati alla contea del Tirolo e quindi all’Impero austriaco.

### Storia contemporanea

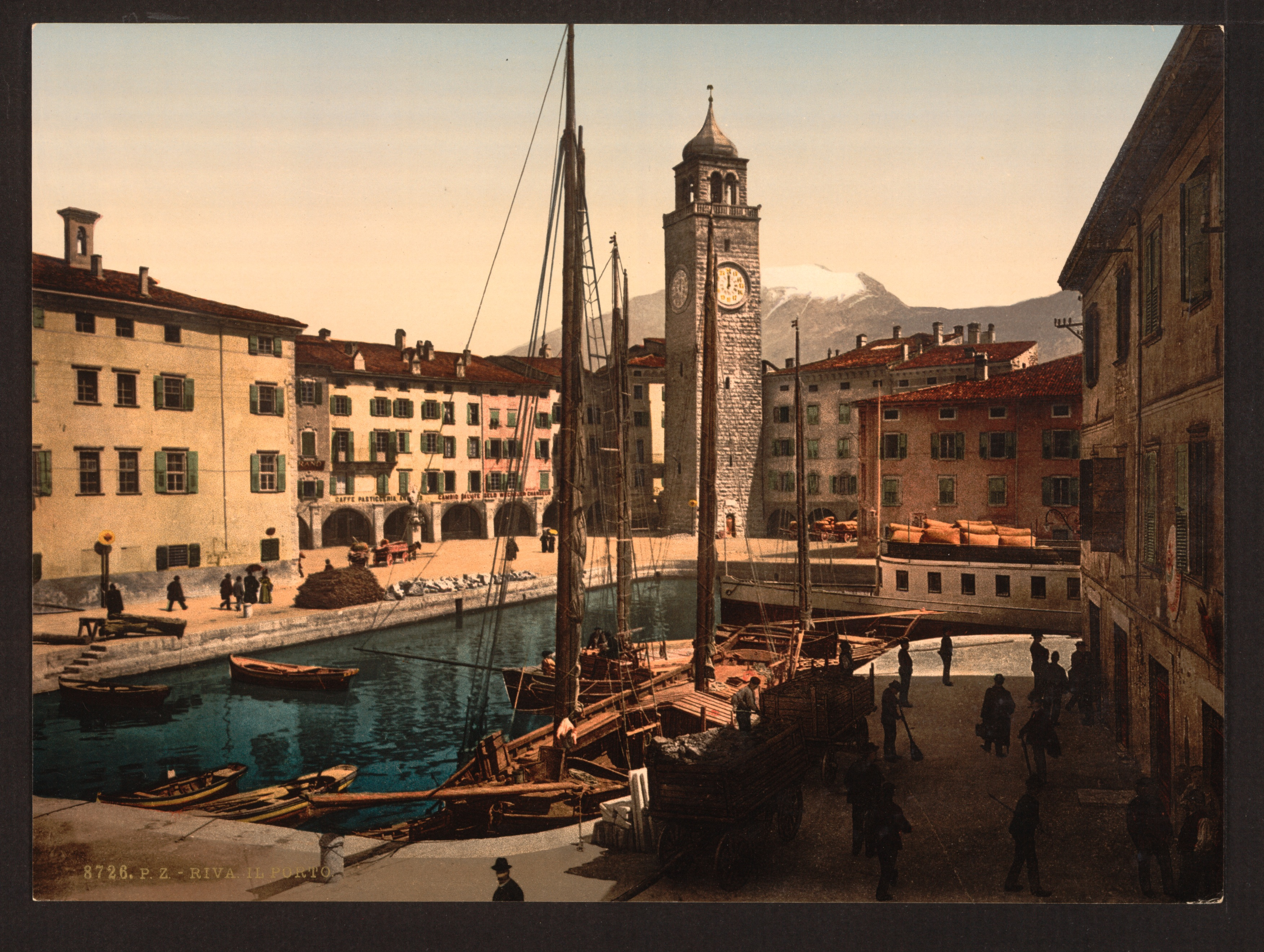
Il porto di Riva tra il 1890 e il 1900

Dopo l’annessione all’Impero austriaco si aprì per la regione una fase di crisi dovuta a molteplici fattori. L’annessione comportò un accentramento dei poteri in favore della capitale Vienna, il settore economico dominante è quello agricolo ma non viene praticato con profitto, serve infatti una gran dispendio di lavoro e fatica per risultati scarsi. La crescita demografica è lenta in tutta la regione. Il Land verrà suddiviso in unità amministrative. Riva del Garda ricadrà in quella facente capo a Rovereto. Questi “Circoli” faranno da intermediari con il governo provinciale di Innsbruck che a sua volta fa riferimento a Vienna. Tutta questa serie spinte accentratrici, in campo amministrativo e fiscale, provocherà la reazione dei ceti aristocratici e del clero che si opporranno all’industrializzazione della regione voluta dal governo centrale di Vienna. D’altro canto queste posizioni creeranno delle fratture che con gli anni diventeranno insanabili con la borghesia e la nobiltà di lingua italiana. Situazioni di tensione analoghe si registrano in tutta Europa e sfoceranno nella Primavera dei popoli del 1848. Anche in Trentino, nei principali centri abitati come Trento, Rovereto e Riva del Garda, si verificheranno tumulti e manifestazioni. In pochi anni però il governo viennese riuscirà a disinnescare le istanze rivoluzionarie, nel tempo ciò comporterà l’aggravarsi della frattura sociale che vedrà contrapposte le fazioni pro-italiana a quelle pro-austriache.
Se sulle carte geografiche di fine ‘800 il Tirolo risulta essere un’unica regione; nella realtà dei fatti emergono tre realtà ben distinte: Tirolo tedesco, Tirolo italiano e Vorarlberg. Dopo i fatti del 1848 emersero con maggior vigore i contrasti e le differenze legate all’identità culturale delle tre regioni. Risale sempre a questo periodo l’affermarsi del termine Trentino per indicare la parte del Tirolo abitata da genti di lingua italiana. In un primo momento, dopo la dissoluzione del Principato vescovile di Trento, l’accentramento di poteri in seno al governo centrale austriaco non provocò particolari tensioni. Le prime manifestazioni di malcontento non avevano carattere nazionale ma puntavano il dito, piuttosto, contro l’autoritarismo e in generale chiedevano una maggior libertà, di associazione e di stampa, e più autonomia per il governo locale. L’eco degli eventi collegati alla Prima guerra d'indipendenza italiana non contagiò il Tirolo meridionale italiano, anche se vennero arrestati sedici volontari dei corpi franchi che saranno poi fucilati a Trento. Con il passare del tempo però la questione nazionale iniziava ad assumere sempre più peso all’interno delle dinamiche politiche del territorio. D’altra parte anche le divergenze con il Tirolo tedesco iniziarono ad inasprirsi.
Con l’emanazione della costituzione del 1849 e di altre leggi, concesse dall’imperatore Francesco Giuseppe I d'Austria, vennero introdotte importanti riforme che concedevano più libertà e autonomia a livello amministrativo. Sulla scia di queste leggi vennero inoltre fondati nuovi giornali, in questo senso furono molto attivi i socialisti Cesare Battisti e Lajos Domokos. Molto attivi in questo settore furono anche due dei futuri protagonisti della politica italiana del '900: Benito Mussolini e Alcide De Gasperi. Queste riforme però ebbero vita breve nel 1851 la costituzione venne revocata, seguì anche un irrigidimento delle disposizioni sulla censura. Nel 1891 sarà inaugurata la ferrovia Mori-Arco-Riva a scartamento ridotto che metterà in comunicazione il Basso Sarca con il resto del Trentino.
Durante la Terza guerra d'indipendenza italiana le truppe guidate da Giuseppe Garibaldi penetrarono in territorio Trentino e giunsero fino in Valle di Ledro dove si scontrarono con le truppe austriache.
Tra la fine dell’ ’800 e gli inizi del ‘900 in tutto l’Impero austro-ungarico si registrarono forti tensioni etniche legate alle questioni nazionali. Il Trentino non fu esente da questi moti, e ben presto si trovò dilaniato da spinte autonomiste, irredentiste e pangermaniste, una regione divisa tra riformatori e conservatori, tra pro-italiani e pro-austriaci.
Con lo scoppio della prima guerra mondiale esplosero tutte le contraddizione e le divisioni sedimentatesi in anni di scontro politico. Nel 1914 i trentini arruolati nell’esercito austroungarico vennero mandati a combattere soprattutto in Galizia per fronteggiare l’esercito zarista. Riva ospitava una delle sedi del 3º Reggimento Kaiserjäger che vennero mandati al fronte. Con l’entrata in guerra del Regno d'Italia la situazione dei trentini, civili e non, peggiorò ulteriormente. I soldati, arruolati con gli austriaci, già duramente provati dagli orrori della guerra, venivano generalmente maltrattati dagli ufficiali austriaci che li ritenevano poco affidabili. Da parte dei civili si calcola che circa 7 000 persone, principalmente appartenenti alle classi borghesi e liberali, lasciarono i territori austriaci per cercare rifugio in Italia, qui non sempre furono ben accolti. Alcuni di questi, circa 700, scelsero di arruolarsi nell’esercito italiano, tra questi vi furono 72 rivani. La sorte non fu migliore per chi decise di rimanere, le città che si trovavano lungo il confine meridionale dell’Impero austro-ungarico, (tra queste anche Riva del Garda) vennero evacuate, le persone vennero trasferite in campi profughi nelle regioni interne. Si calcola che furono circa 75.000 i profughi trentini della Grande Guerra, 10.000 provenienti dal distretto di Riva del Garda. Le persone politicamente sospette vennero internate nel Campo di internamento di Katzenau.
La zona del Basso Sarca venne pesantemente fortificata, un complesso sistema di forti sul Monte Brione e sulle montagne adiacenti rendeva la zona di Riva del Garda pressoché inespugnabile. Gli italiani nel frattempo con una rapida offensiva si erano portati a ridosso di Riva del Garda occupando la Valle di Ledro, dove il fronte si stabilizzò fino al 1918.
Con la fine della Prima Guerra mondiale il Trentino venne annesso all’Italia. Il processo di integrazione, coadiuvato anche dalla presenza degli irredentisti rientrati, non fu privo di tensioni. Il territorio, così come la sua economia, erano stati gravemente danneggiati dalla guerra, la stessa città di Riva venne più volte bombardata e dovette registrare ingenti danni. Allo stesso tempo si gettarono le basi per una italianizzazione, anche forzata, del Trentino-Alto Adige.

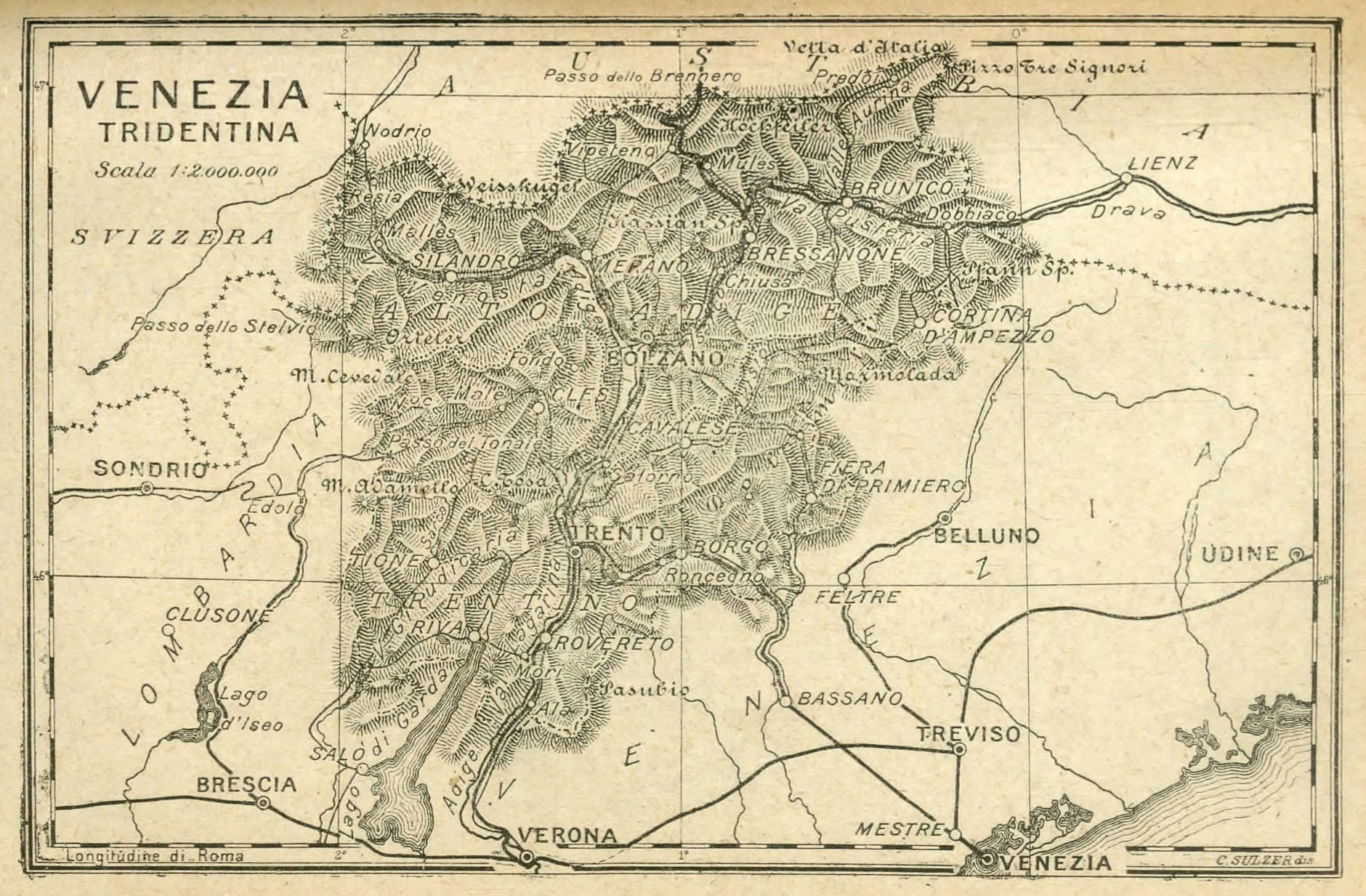
Mappa della Venezia Tridentina pubblicata nel 1921

Nel 1921 si tennero le prime elezioni nazionali per il parlamento italiano, il Partito Popolare ottenne quasi il 50% dei voti, ciò si tradusse in 5 seggi, anche il Partito socialista ottenne un buon risultato co il 28% e 2 seggi, liberali e fascisti (con una lista che comprendeva anche la Lega dei contadini e alcuni socialisti in rotta con il partito) ottennero rispettivamente il 9,4% e il 7,4% dei voti. In un primo momento quindi il fascismo non riuscì a radicarsi sul territorio. Il partito Popolare, per bocca di Alcide De Gasperi portarono all’attenzione del governo centrale proposte di stampo autonomista. La situazione cambiò sensibilmente dopo la Marcia su Roma, nei mesi precedenti le squadracce fasciste avevano operato innumerevoli aggressioni ai danni di avversari politici. L’insediamento del primo governo Mussolini segnò la fine delle istanze autonomiste e si avviò l’italianizzazione forzata della regione con le pesanti politiche volte alla centralizzazione del potere. Vennero sciolti vari consigli comunali, tra cui quello di Riva del Garda ed alla figura del sindaco venne sostituita quella del podestà, non più eletto dalla popolazione ma nominato dal governo. Il territorio venne infine raggruppato nella regione della Venezia Tridentina.
Il 1924 segnò l’avvento del fascismo. Nelle elezioni dello stesso anno la Lista Nazionale non raccolse i risultati sperati, mentre nel resto del paese si assistette all’affermazione elettorale del fascismo, viziata però da pesanti intimidazioni e violenze. In Trentino, fascisti e liberali vennero superati dal partito popolare e si trovarono incalzati dai partiti di sinistra che raccolsero importanti consensi. Tra il ’25 e ’26 da regime autoritario si passò alla vera e propria dittatura: i quotidiani avversi al regime vennero chiusi, così come le associazioni e i partiti, il tutto in un clima di violenze e angherie rivolte a coloro i quali scelsero di non uniformarsi alle politiche di regime.
Negli anni ’30 il regime fascista consolidò il suo potere cercando di penetrare nel tessuto sociale del territorio; di pari passo veniva portata avanti un’aggressiva politica di italianizzazione dei territori germanofoni. Al contempo iniziò ad organizzarsi, già nel 1926, l’attività cospirativa antifascista portata avanti da militanti socialisti e comunisti. Molti di questi militanti furono sottoposti a misure speciali di polizia e alcuni di essi furono mandati in confino. Nonostante l’opposizione antifascista, il fascismo riuscì a consolidare il suo consenso anche in Trentino. Prima nel 1935, per la Guerra d'Etiopia, e poi nel 1936 per la Guerra civile spagnola molti furono i volontari trentini. ad arruolarsi. Per la Guerra civile spagnola, però, anche molti antifascisti partirono per arruolarsi nelle Brigate internazionali. Il 1939 per la regione fu l’anno delle “opzioni”, circa 78 000 persone di lingua tedesca scelsero di trasferirsi nelle province della Germania nazista.
Gli anni della Seconda Guerra Mondiale segnarono profondamente la comunità di Riva del Garda. Con il precipitare degli eventi, dovuti alle sconfitte militari dei nazifascisti, anche il territorio trentino fu colpito dai primi bombardamenti alleati, alla penuria di alimenti e alla miseria dovuta ad un'economia impreparata alla guerra si aggiunse la repressione nazifascista. Già nel 1942 il fronte antifascista si era riorganizzato, molto attivi furono i comunisti. Dopo l’armistizio dell’8 settembre 1943 le truppe tedesche assaltarono le caserme trentine e presero il controllo del territorio. Zona d'operazioni delle Prealpi sotto il controllo diretto tedesco, mentre a sud si costituiva la Repubblica sociale italiana, indipendente sulla carta ma strettamente legata alla politica tedesca.
Con l’introduzione delle leggi razziali in Italia, che risale al 1938, vennero individuati e schedati 989 ebrei residenti nella Venezia Tridentina. Con il passaggio del Trentino alla Zona d'operazioni delle Prealpi iniziarono anche i rastrellamenti e le deportazioni, anche a Riva del Garda e ad Arco vennero arrestate e deportate nei campi di concentramento alcune persone di origine ebraica. La stessa sorte toccò anche ad alcuni oppositori politici.
Nel 1943 venne istituito il Comitato di Liberazione provinciale presieduto da Giannantonio Manci di pari passo si costituirono varie formazioni partigiane locali. Anche nel Basso Sarca gli antifascisti si organizzarono per formare una brigata partigiana. Principali referenti della brigata furono il professor Guido Gori e l’insegnante di ginnastica Gastone Franchetti. Attorno a questi due personaggi carismatici si riunì un gruppo di giovani studenti e altri antifascisti. Le mosse del gruppo partigiano non passarono però inosservate, fu per questo che la Gestapo infiltrò una spia nel gruppo, un certo Fiore Luterotti, amico d’infanzia di Gastone Franchetti. Grazie alle informazioni raccolte dalla spia, la mattina del 28 giugno 1944 un reparto di SS compì una retata in varie località, arrestando o trucidando sul posto molti antifascisti. Tra i caduti di quella giornata vi furono Eugenio Impera ed Enrico Meroni, due studenti del Liceo Maffei di Riva, l’avvocato socialista Angelo Bettini di Rovereto, Giuseppe Ballanti, Gioachino Bertoldi, Augusto Betta, Giovanni Bresadola, Antonio Gambaretto, Franco Gerardi, Giuseppe Marconi, Federico Toti. Altri come Remo Ballardini, Gastone Franchetti, Giuseppe Porpora, Costante Tonini, morirono in seguito alle torture subite o vennero fucilati. Il conte Gianntonio Manci, guida del CLN, si suicidò a Bolzano per non tradire i compagni.
Alla repressione scampò il nucleo comunista degli antifascisti locali, guidati da Dante Dassati, i quali non si fidarono ad esporsi con la costituente brigata partigiana. Il 28 aprile 1945 mentre le truppe tedesche e i soldati della Repubblica di Salò erano in ritirata iniziò l’insurrezione per liberare le città di Riva e Arco. La neo-costituita Brigata Eugenio Impera, coadiuvata da un battaglione di operai FIAT, trasferiti a Riva assieme alla produzione della fabbrica, insorsero e diedero battaglia alla truppe in ritirata mentre gli americani risalivano da sud. La schermaglia tra partigiani e nazifascisti ebbe fasi alterne e vide i partigiani conquistare e perdere la città più volte. Alla fine degli scontri i partigiani riuscirono a liberare le città prima dell’arrivo degli americani che vi entrarono a città già liberate. Negli scontri caddero 14 partigiani, sono sconosciute le perdite tra i nazifascisti, molti furono i prigionieri.
La guerra Lasciò cicatrici difficili da rimarginare nella comunità di Riva del Garda che solo dopo molti anni riuscì a riprendersi. I difficili anni della ricostruzione misero a dura prova le finanze comunali, ma lentamente l’economia riuscì, anche grazie all’Autonomia nel frattempo concessa alla regione, a ripartire.